# Чурени (Салаж)
Чурени (рум. Ciureni) насеље је у Румунији у округу Салаж у општини Залха. Oпштина се налази на надморској висини од 305 m.

## Становништво
Према подацима из 2002. године у насељу је живело 138 становника, од којих су сви румунске националности.